# وعاء ضغط

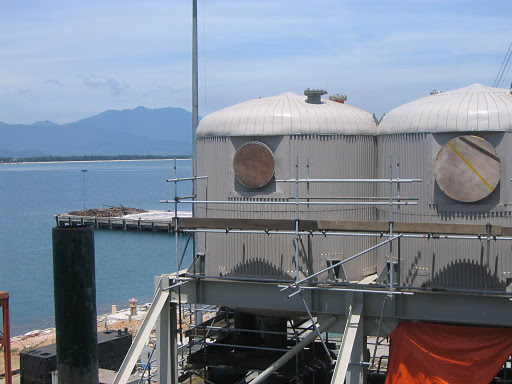
أوعية ضغط رأسية مثبتة في هيكل.

وعاء الضغط هو عبارة عن وعاء مغلق، مصمم لتخزين الغازات أو السوائل عند ضغط مختلف، بشكل جوهري عن الضغط المحيط.
يعد الضغط التفاضلي خطيرًا، وقد وقعت حوادث مميتة على مدى تاريخ تطوير وتشغيل وعاء الضغط. وبالتالي، يتم تنظيم عملية تصميم وعاء الضغط وتصنيعه وتشغيله من قبل السلطات المعنية بالشؤون الهندسية من خلال اللوائح والتشريعات. ولهذه الأسباب، يختلف تعريف وعاء الضغط من دولة لأخرى، ولكنه يتضمن ضوابط ثابتة، مثل الحد الأقصى لدرجة حرارة وضغط التشغيل الآمن.

## الاستخدامات

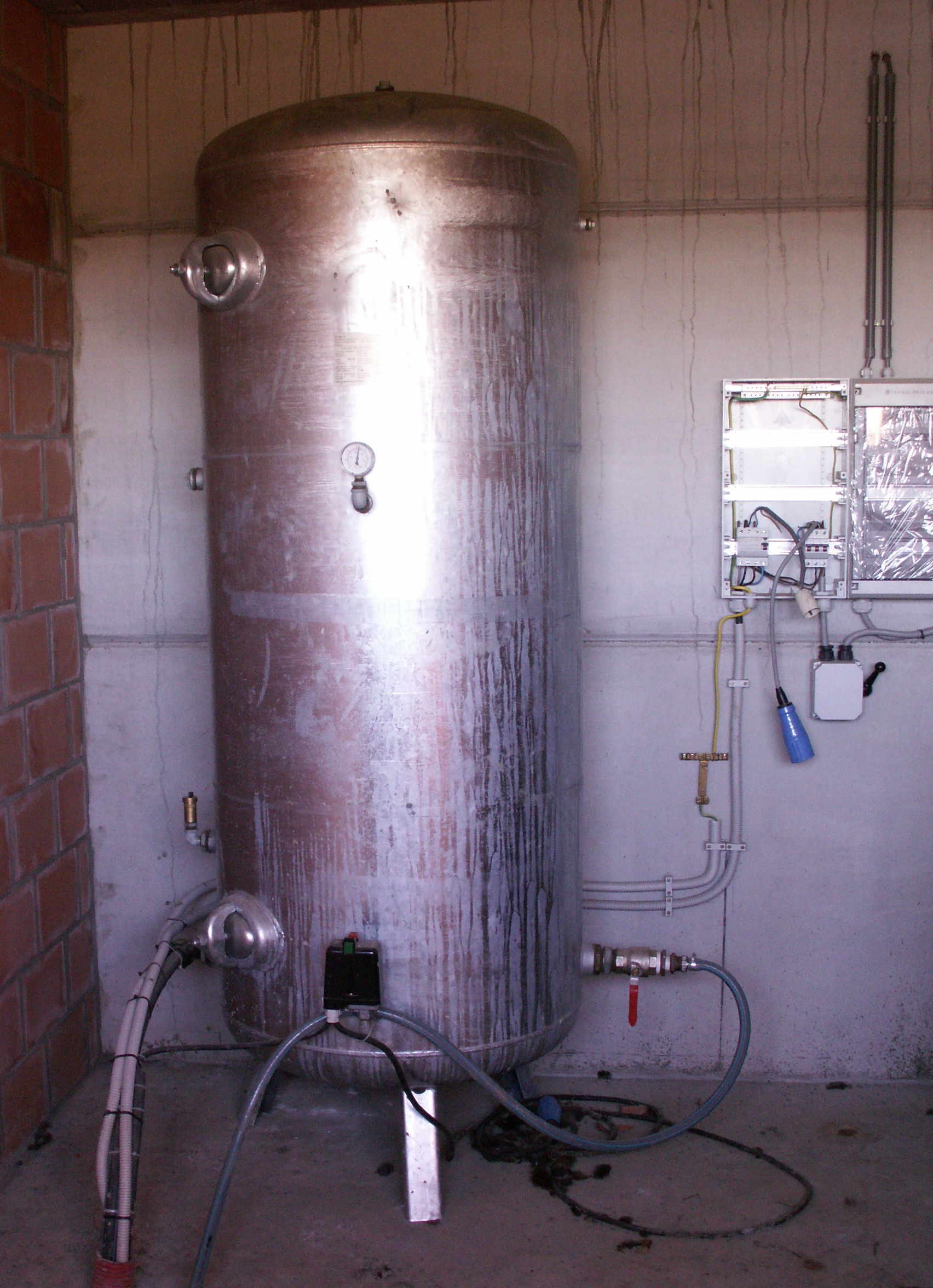
خزان ضغط موصل ببئر ماء ونظام مياه ساخنة منزلي.

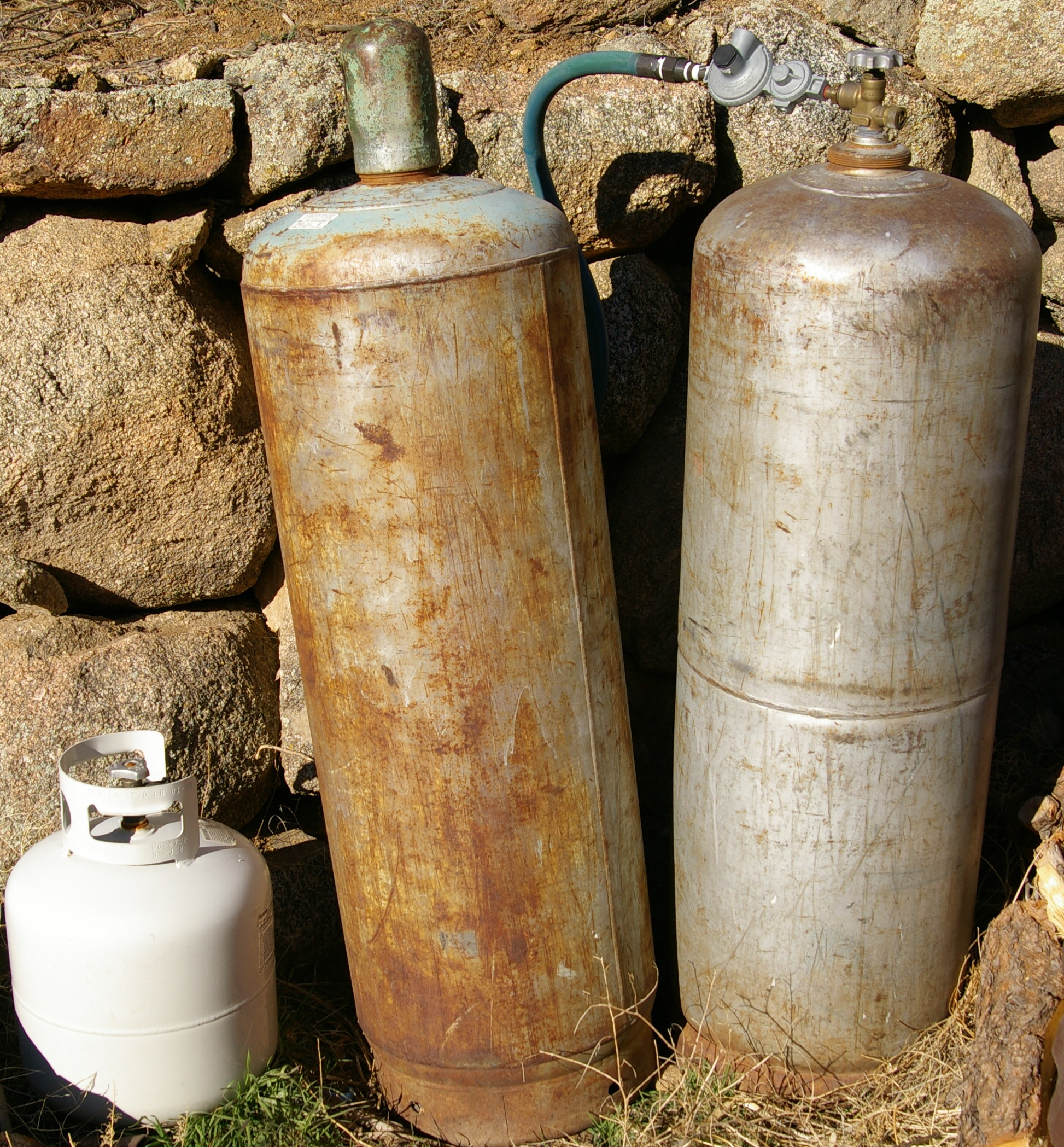
بعض خزانات الضغط المستخدمة هنا لتخزين البروبان.

تستخدم أوعية الضغط في مجموعة متنوعة من التطبيقات في كل من الصناعة والقطاع الخاص. وتستخدم في هذه القطاعات على أنها مستقبلات هواء مضغوط صناعية وخزانات تخزين مياه ساخنة منزلية. ومن الأمثلة الأخرى على أوعية الضغط أسطوانات الغوص وغرف إعادة الضغط وأبراج التقطير ومفاعلات الضغط وأجهزة التعقيم والعديد من الأوعية الأخرى المستخدمة في عمليات التعدين ومحطات تكرير النفط ومصانع البتروكيماويات وأوعية المفاعلات النووية وبيئات الغواصات والمركبات الفضائية وخزانات النيوماتيك وخزانات الهيدروليكا تحت الضغط وخزانات المكابح الهوائية بالقطارات وخزانات الفرملة بالهواء المضغوط بعربات السكك الحديدية وأوعية تخزين الغازات المسالة، مثل الأمونيا والكلور والبروبان والبيوتان والغاز النفطي المسال (LPG).

## خصائص وعاء الضغط

### شكل وعاء الضغط
يمكن نظريًا صناعة أوعية الضغط بأي شكل، ولكن يتم عادةً استخدام الأشكال المصنوعة من مقاطع كروية وأسطوانية ومخروطية. والتصميم الشائع هو أسطوانة ذات سدادات طرفية تسمى رؤوس. وكثيرًا ما تكون أشكال الرؤوس نصف كروية أو مقعرة (مستديرة كروية). وتعد الأشكال الأكثر تعقيدًا أكثر صعوبة في فحصها للتأكد من أنها تعمل بأمان، كما يكون تركيبها أصعب بكثير.
نظريًا، يتسم وعاء الضغط الكروي تقريبًا بضعف قوة وعاء الضغط الأسطواني بنفس سمك الجدار. ومع ذلك، من الصعب تصنيع الشكل الكروي، وهو ما يجعله أغلى، لذلك معظم أوعية الضغط أسطوانية الشكل ذات 2:1 رؤوس أو سدادات طرفية شبه إهليلجية. وتتكون أوعية الضغط الأصغر حجمًا من أنبوب وغطاءين. وبالنسبة للأوعية الأسطوانية الشكل بقطر 600 مللي، يمكن استخدام أنبوب غير ملحوم في الجدار؛ وهكذا يمكن تجنب العديد من مشكلات الفحص والاختبار. وتتمثل أحد عيوب هذه الأوعية في أن العرض الأكبر يكون أغلى، وبالتالي، مثلاً قد يكون الشكل الاقتصادي أكثر لأنبوب الضغط سعة 1,000 لتر (35 قدم3) و250 بار (25,000 كـبا) بعرض 914.4 مليمتر (36 بوصة) واتساع 1,701.8 مليمتر (67 بوصة)، بالإضافة إلى 2:1 سدادات طرفية مقببة شبه إهليلجية.